# Synagoge (Esens)

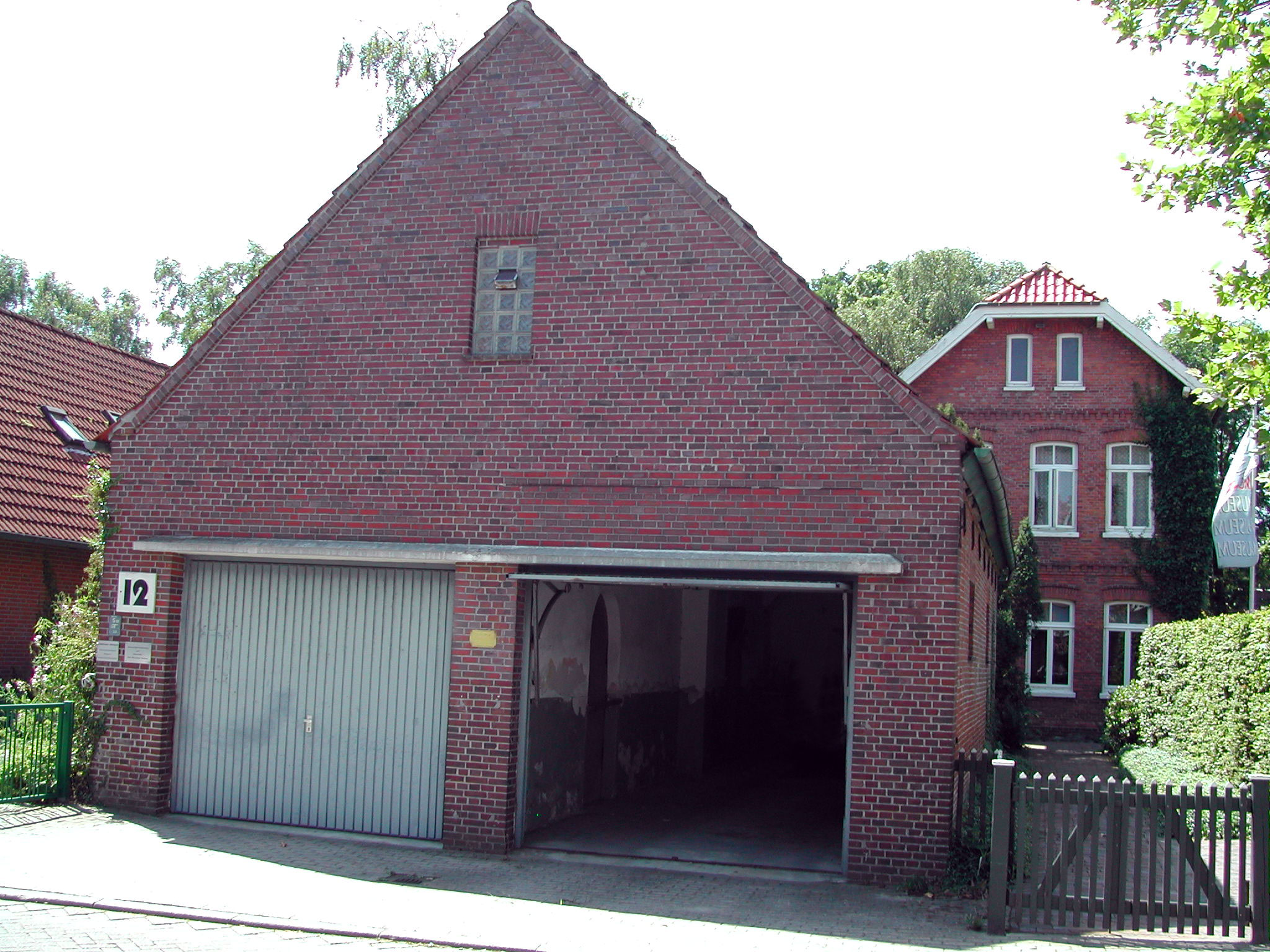
Ehemalige Synagoge in Esens mit dem jüdischen Schulhaus (im Hintergrund). Das Gebäude der Synagoge wurde lange als Garage genutzt.

Die ehemalige Synagoge in Esens existierte von 1828 bis 1938. Während der Novemberpogrome 1938 zerstörten örtliche Nationalsozialisten das Gebäude. Die dazugehörige jüdische Gemeinde löste sich danach auf. Die letzten Juden verließen die Stadt bis zum 16. April 1940.

## Baubeschreibung
Die Synagoge in Esens war ein rechteckiger, schlichter Saalbau, der sich in seinem Grundriss kaum von den Nachbarhäusern unterschied, jedoch ungefähr doppelt so hoch war. Die Ostseite war zur Burgstraße ausgerichtet. Der große Haupteingang befand sich an der gegenüberliegenden Schmalseite in Richtung des ehemaligen Schulhauses mit der Wohnung für den Synagogendiener (heute: August-Gottschalk-Haus). Er wurde nur zu Feierlichkeiten geöffnet. Ihre Außenmauern bestanden aus roten Ziegelsteinen. In der Ostwand befanden sich zwei, in der nördlichen drei und in der südlichen Längsmauer vier Rundbogenfenster. Ein Walmdach schloss den Baukörper ab. Den Innenraum betrat die Gemeinde in der Regel durch einen niedrigen Eingang in der Nordwand. Dieser führte in eine Vorhalle. Dort stand ein kleiner Tisch mit blauer Decke für die Schaubrote. Rechts daneben befand sich die Treppe, über welche die Frauen auf die Empore gelangten. Vom Innenraum der Synagoge war der Vorraum auf der linken Seite durch eine etwa 1,20 Meter hohe Holzverkleidung abgetrennt. In dessen Zentrum befand sich eine von zwei Säulen flankierte Öffnung. Durch diese konnte man auf den Thoraschrein blicken, der mit einem blauen, mit Goldfransen und hebräischen Schriften geschmückten Vorhang verhüllt war.
Das Tonnengewölbe im Inneren der Synagoge war mit einem Sternenhimmel bemalt, die Innenwände waren hellblau gestrichen. An den Längsseiten befanden sich Reihen von braunen Bänken, auf denen jeweils mindestens drei Personen platz nehmen konnten. Zwischen den Bankreihen gab es im Zentrum drei Podeste. Auf dem ersten stand das Pult des Vorbeters. Das zweite war für Thoravorlesungen durch Gemeindemitglieder bestimmt und das dritte war Ehrengästen wie Rabbinern oder hohen Beamten vorbehalten. Zu den kostbarsten Ausstattungsgegenständen gehörten ein mit Friedenstauben geschmückter Teller vor dem Thoraschrein sowie zwei große Messing-Kronleuchter, wie man sie auch in vielen Kirchen der Region findet.

## Geschichte
Erstmals wird 1637 ein Jude in Esens erwähnt. Danach wuchs der jüdische Bevölkerungsanteil nur langsam. Vermutlich gehörten die Juden der Stadt zunächst der Gemeinde in Wittmund an, deren Friedhof die Esenser mitnutzten. Um 1680 wird erstmals eine jüdische Schule, also eine Synagoge als Versammlungsraum und Bethaus, genannt. Diese befand sich vermutlich in einem der jüdischen Häuser der Stadt oder in gemieteten Räumen. Endgültig löste sich die Gemeinde 1702 mit der Anlage eines eigenen Friedhofs von ihrer Wittmunder Muttergemeinde. Der Versammlungsraum im Hintergebäude eines Bürgerhauses erwies sich zunehmend als ungeeignet. Er war so klein, dass nicht einmal alle Gemeindemitglieder hineinpassten. Daher begannen im 18. Jahrhundert in der Gemeinde Planungen für einen Neubau eines Synagogengebäudes. Darüber verhandelte die Gemeinde ab 1756 mit dem Magistrat der Stadt. Dieser war bereit, ein Grundstück zu stellen. Infolge des Siebenjährigen Krieges verarmte die jüdische Gemeinde in Esens jedoch derart, dass an den Bau einer Synagoge vorerst nicht mehr zu denken war.
Als an dem gemieteten Versammlungsraum große Reparaturen erforderlich waren, entschloss sich die Gemeinde zum Neubau einer Synagoge an der Burgstraße. 1827 kaufte die Gemeinde schließlich zwei alte Häuser an der Westseite der Burgstraße und ließ diese abbrechen. Auf dem Grundstück ließ sie eine Synagoge sowie ein Schulhaus mit der Wohnung für den Synagogendiener errichten. Am 15. Februar 1828 weihte die Gemeinde ihre neue Synagoge ein. Mit einer Prozession wurden die Torarollen in die Synagoge gebracht. Dazu spielte der Musikchor der Schützenkompanie auf. Mit einem Ball am Abend des 16. Februar im Rodenbaekschen Haus beendete die Gemeinde das Einweihungsfest. Diese Synagoge scheint während der gesamten Zeit ihrer Existenz – abgesehen von kleineren Reparaturarbeiten – kaum verändert worden zu sein.
Am 25. September 1860 vernichtete eine verheerende Feuersbrunst ein Drittel der Stadt Esens. Sie machte auch zehn jüdische Familien obdachlos. Sie wurden für einige Zeit notdürftig in der Synagoge untergebracht.
Am 2. März 1878 feierte die jüdische Gemeinde das 50-jährige Jubiläum ihrer Synagoge. Landrabbiner Buchholz hielt die Festpredigt. Anschließend lud die Gemeinde zum Festball im Harnischen Gasthof. 1899 wurde die Schule neben der Synagoge wegen Baufälligkeit abgebrochen. An ihrer Stelle entstand das heutige August-Gottschalk-Haus, in dem das Gemeindehaus, eine Wohnung für den jüdischen Kultusbeamten, ein Schulzimmer und das Ritualbad untergebracht waren. In diesem Gebäude sollten auch die Gemeindeversammlungen stattfinden.
1903 feierte die Gemeinde das 75. Jahr des Bestehens der Synagoge mit einem besonders feierlichen Gottesdienst und durch eine in Wessels Hotel veranstaltete Familienfeier mit Festessen, Aufführungen und Ball.
In der Pogromnacht am 10. November 1938 versammelten sich etwa 30 bis 40 Esenser SA-Männer, dazu vermutlich auch SS-Männer sowie die Feuerwehr vor dem Gebäude. Kurz darauf drangen einige SA-Männer in die Synagoge ein. Sie zerstörten die Inneneinrichtung und warfen Einrichtungsgegenstände auf die Straße, zögerten aber zunächst, das Gebäude anzuzünden, da sie ein Übergreifen der Flammen auf die Nachbarhäuser befürchteten. Schließlich setzten sie das Gebäude in Brand. Die anwesende Feuerwehr beschränkte ihre Tätigkeit anweisungsgemäß auf den Schutz der Nachbarhäuser. Die Synagoge brannte völlig aus. Danach löste sich die Gemeinde schnell auf. Am 16. April 1940 wird in einem Schreiben aus dem Büro des Wittmunder Landrates dem Regierungspräsidenten in Aurich unter anderem mitgeteilt: „Die Städte Esens und Wittmund sind judenfrei“. 
Nach Auflösung der jüdischen Gemeinde erwarb der Esenser Apotheker Enno Johanssen das ausgebrannte Gebäude und baute es zu einer Doppelgarage um. Dabei wurde das Gebäude niedriger aufgebaut, die Dachform verändert und die Fassade zur Straßenseite gänzlich anders gestaltet. Den Dachboden nutzte er zeitweilig für die Trocknung von Kräutern. Abgesehen von den starken Veränderungen an der zur Burgstraße ausgerichteten Fassade, überdauerte der Großteil der Außenmauern sowie der Separateingang der weiblichen Gottesdienstbesucher die Umbaumaßnahmen. Auch die Konturen der drei Rundbogenfenster an der Nordseite des ehemaligen Gotteshauses blieben deutlich erkennbar. Ab 1970 war das Obergeschoss des Gebäudes an den Komponisten und Gesangspädagogen Christiaan Verhoog vermietet, der es bis 2019 als Lagerstätte für seine Chorbibliothek nutzte. Im Jahr 1990 verkaufte der Sohn Enno Johanssens die Immobilie an Adele Sylvester, bis 2019 Inhaberin der Esenser Hirsch-Apotheke. Am 20. April 1993 wurden Reste des Synagogengebäudes, an dessen Bedeutung und Zerstörung ab 1988 ein Gedenkstein erinnert, unter Denkmalschutz gestellt. Das Institut für Denkmalpflege begründet diese Unterschutzstellung wie folgt: „Die ehemalige Synagoge sowie das ehemalige jüdische Gemeindehaus stellen ein wichtiges Zeugnis für die jüdische Kultur in Esens dar. Gerade die Reste der ehemaligen Synagoge sind ein wichtiges Zeugnis der deutschen Geschichte und der Judenverfolgung. Aus historischen Gründen sind die Reste der ehemaligen Synagoge und nicht nur das Gemeindehaus als Baudenkmal zu sehen“.
Seit 1989 bemühte sich der Ökumenische Arbeitskreis Juden und Christen darum, die erhaltenen Reste der Synagoge zu erwerben, gab das Vorhaben 2009 aber zunächst auf. 2018 kündigte Christaan Verhoog die Auflösung seiner Chorbibliothek an, woraufhin der Ökumenische Arbeitskreis seine früheren Bemühungen wieder aufnahm und dabei die Stadt Esens mit einbezog. Die Eigentümerin signalisierte Verkaufsbereitschaft, forderte aber eine öffentliche Nutzung des Gebäudes. Nach einem einstimmigen Beschluss des Esenser Stadtrates erwarb die Kommune die ehemalige Synagoge im Frühjahr 2020 für einen „kleinen fünfstelligen Betrag“. Zunächst soll das Gebäude von der Ostfriesischen Landschaft historisch-wissenschaftlich untersucht werden. Danach soll der Rückbau beginnen. Anschließend ist geplant, das Gebäude nach historischem Vorbild wieder aufzubauen und als kultureller Treffpunkt zu nutzen. Der Arbeitskreis  möchte das Gebäude mit seinem rund 80 Quadratmeter großen Innenraum für Ausstellungen und Veranstaltungen herrichten. Die Kommune erwägt, das Gebäude als städtische Galerie zu nutzen.